# Pilot (The Politician)
«Pilot» —en español: «Piloto»— es el primer episodio de la serie de televisión web de comedia dramática The Politician. Fue lanzado exclusivamente en Netflix en todo el mundo el 27 de septiembre de 2019, junto con el resto de la primera temporada. El episodio de 62 minutos, fue escrito por Ryan Murphy, Brad Falchuk e Ian Brennan, y dirigido por Ryan Murphy.

## Argumento
Durante su entrevista para ingresar a la Universidad de Harvard, Payton Hobard (Ben Platt), le cuenta al Decano Lawrence (Andrew Patrick Ralston) sus aspiraciones para llegar a ser el Presidente de los Estados Unidos, afirmando que tiene ese sueño desde los 7 años y que ha identificado a cada antiguo presidente para conocer sus experiencias. El Decano le pregunta acerca de su fortuna, donde Payton le cuenta que es adoptado. Pero al Decano no le interesa las calificaciones excepcionales, ni su dinero, sino conocer al verdadero Payton.
Astrid Sloan (Lucy Boynton) y River Barkley (David Corenswet), discuten sobre tener intimidad, pero a Astrid le molesta que River le pida ser auténtica y no fingir serlo. Payton llega molesto a la casa de River, discutiendo la razón de porque se volvió candidato a la Presidencia estudiantil y River le confiesa que fue debido a Astrid, ya que le ayudaría a entrar a la Universidad de Stanford. 
En una debate de campaña en la secundaria Saint Sebastian, Vicki (Tracy S. Lee) le pregunta a Payton acerca de si se deben eliminar los epítetos raciales del libro Aventures of Huckleberry Finn de Mark Twain antes de enseñarlo. Peyton le responde honestamente, diciendo, que no deberían hacerlo y que será Presidente para todos los estudiantes sin excepción alguna, para que todos los estudiantes tengan igualdad. Luego le preguntan a River sobre si la escuela debería limitar el tamaño de las bebidas que se venden en la escuela, River responde, que no importa el tamaño de la bebida, si se es feliz con ella, luego cuenta que se intentó suicidar por depresión, atándose al tobillo una cuerda con un disco de 20 kilos y lanzándose a la piscina.
En la biblioteca Payton, Alice (Julia Schlaepfer), McAfee (Laura Dreyfuss) y James (Theo Germaine) discuten acerca del debate lo que molesta a Payton, pero terminan diciéndole a Payton que debe de buscar un compañero, preferiblemente de la clase especial. Más tarde en un pasillo, Payton habla con Andrew (Ryan J. Haddad) un estudiante con parálisis cerebral acerca de ser su Vicepresidente, Andrew cree que el pretende buscar su voto de simpatía lo cual dice que no, pero se molesta porque piensa que solamente lo busca por su discapacidad. Luego los chicos discuten, de lo intocable es que Payton, debido a lo que es y lo que tiene, lo cuan deben de buscar otro compañero.  
En el autobús intenta convencer a una chica con síndrome de Down, pero fracasa en el intento. En el comedor de la escuela habla con Infinity Jackson (Zoey Deutch) una chica con cáncer, y ella le cuenta que no pudo aparecer en el debate, debido a una quimioterapia. En el restaurante Olive Garden Dusty Jackson (Jessica Lange) discute con la recepcionista llamada Karen (Courtney Taylor Burness), a causa de no tener reservación, pero le presenta a Infinity y le cuenta sobre su enfermedad, lo cual le conmueve a una mujer (Karen Brundage) y ella le cede su reservación y se ofrece a pagar la cena. En la mesa Dusty le cuenta a Infinity que tienen boletos gratis para el concierto de Florida Georgia Line y que se sentarán en primera fila, Infinity le cuenta a Dusty que rechazó la oferta de Payton para ser Vicepresidenta, pero Dusty cree que debe de aceptar, porque podría cambiarle la vida.
Al otro día, Payton habla con Infinity sobre si cambió de opinión, lo cual responde que no, luego River confirma que su compañera candidata será Skye Leighton (Rahne Jones), una joven afroamericana, lo cual molesta a Payton. En la tarde, Payton a va casa de River a confrontarlo, y River le dice que la escogió por causa de Astrid, ya que dice que con ella puede ganar, Payton le dice que de nada le sirve, porque de todas formas ingresaría a la universidad e ingresaría al cuerpo de paz, River le dice a Payton que lo perdonara y que lo amaba y se suicida con un arma.
En la casa de la familia Hobard, los gemelos Martin (Trevor Mahlon Eason) y Luther (Trey Eason) practican arquería cerca de la piscina, discuten con Payton, acerca de cazar Búfalos siberianos, luego, su madre Georgina (Gwyneth Paltrow), los detiene, y los gemelos observan que ella esta pintando un retrato de una niña llamada Orhan, para recaudar una serie de fondos para ayudar en la muertes en Siria, luego discuten con ella porque humillan a Payton, por ser el adoptado y porque ella lo defiende más a él que a ellos. Luego, Georgina habla con Payton ya que cree que un padre prefiere más a un niño biológico que a uno adoptado, lo cual Georgina niega, porque lo prefiere más a él que a los gemelos. River llega y habla en mandarín con Georgina y le pide que si puede usar el baño, Payton se molesta porque le cuenta a Georgina, que el novio de Astrid y que lo llamó gay, a pesar de no serlo. En la habitación de Payton, River observa unos libros y Payton llega, durante la clase, comparten una pequeña clase de mandarín, pero se detiene cuando River observa que Payton esta tenso y no se ve feliz, comparten unas palabras y River le dice en mandarín si puede darle un beso, lo cual accede, se retira de la habitación y le dice que hasta la próxima.
Al otro día, Astrid confronta a Payton en la biblioteca, afirmando que River le contó lo que pasó, y que sabe que hay algo entre los dos, pero no le molesta debido a su honestidad, entonces le dice que le gustaría participar del trío y que lo vería en la tarde.
En la actualidad en casa de River, Payton le cuenta a los policías, lo que sabe del suicidio de River, pero llega Astrid y le cuenta que se suicidó y ella le cuenta que lo hizo por el. Payton se da un baño lavándose las manchas de sangre, luego Georgina va a la habitación a consolarlo, Payton le cuenta que no sintió nada por la muerte de River, debido a que nunca llegó a sentir esa emoción, por lo que no le afectó.
En la mañana siguiente, durante el funeral de River, Payton dice unas palabras acerca de como lo conoció y de como su rivalidad los acercó más, luego canta River, una canción dedicada a la memoria del mismo. Astrid, decide postularse y reemplazar a River en la campaña siendo la nueva rival de él, haciéndolo para mantener viva la memoria de él. En la tarde, Georgina le muestra a Payton la carta de admisión para Harvard, molestando a Payton debido a que aparece en la lista de espera. En casa de Alice, Payton le cuenta a Alice, que aparece en lista de espera y Alice le cuenta que fue aceptada, por el hecho de que reciben a muchas mujeres. En el comedor, Alice planea terminar falsamente con Payton, afirmando que lo engaño, para ganar el voto de simpatía. Más tarde Alice, se reúne con McAfee y James y publican en Facebook, la falsa noticia provocando muchos comentarios negativos.
Payton y Alice se cruzan en el pasillo, Alice voltea a mirar a Payton, pero el no lo hace. Más tarde, Infinity llega a su casa y descubre a Payton hablando con Dusty quien se molesta, porque le contó que ella lo rechazó para ser su compañera. Payton vuelve a intentar convencerla, pero Infinty lo rechaza porque no confía en el, lo cual Payton termina convenciéndola utilizando la culpa y la pérdida de River, lo cual las conmueve. En la campaña, Payton anuncia a que su nueva compañera será Infinity, pero Andrew le cuenta que ella los esta engañando, ya que finge tener su enfermedad.

## Elenco
| - Ben Platt como Payton Hobart - Zoey Deutch como Infinity Jackson - Lucy Boynton como Astrid Sloan - Bob Balaban como Keaton Hobart - David Corenswet como River Barkley - Julia Schlaepfer como Alice Charles - Laura Dreyfuss como McAfee Westbrook - Theo Germaine como James Sullivan - Rahne Jones como Skye Leighton - Benjamin Barrett como Ricardo - Jessica Lange como Dusty Jackson - Gwyneth Paltrow como Georgina Hobart - Ryan J. Haddad como Andrew Cashman - Trevor Mahlon Eason como Martin Hobart - Trey Eason como Luther Hobart | - Natasha Ofili como La directora - Alveraz Ricardez como el oficial de policía - Tracy S. Lee como Vicki - Karen Brundage como la mujer del Jardín de Oliva - Courtney Taylor Burness como Karen, la recepcionista - Adam Wang como el Sr. Anselm - Jordan Wall como Ivy - Andrew Patrick Ralston como el Decano Lawrence - Nathan Howard como Damien - Richard Wharton como Thomas - Doreen Calderon como la bibliotecaria |

## Recepción
Matt Fowler de IGN dio al episodio y a la temporada en general una puntuación de 7.5/10, con una crítica positiva. Dijo: «The Politician está lleno de giros y vueltas, bromas y golpes, que van de lo escandaloso a lo sutil. Debido a que el programa trata de una persona desprovista de empatía, se esfuerza por brillar y elige con demasiada frecuencia para morar en ridículas y desagradables payasadas. Sin embargo, cuando la serie se centra en Payton de Ben Platt y en el yo más verdadero, más real, que no deja emerger, encuentra sentido en su marco. Tonalmente, está disperso (comedia oscura, musical, drama), pero en general, es totalmente observable».
Eric Thurm de The A.V. Club le dio a Pilot una B+, diciendo «El que disfrutes del episodio piloto de The Politician depende en gran medida de lo interesado que estés en si Payton tiene sentimientos, o de lo interesado que estés en Payton en general. Y aunque Platt se está lanzando al papel, a menudo se lo consume el piloto, en gran parte porque hay muchas otras cosas que están sucediendo y muchos otros personajes potencialmente más intrigantes».